# El baño (Stevens)
El baño es un cuadro del pintor belga Alfred Stevens.
Aparentemente, existían dos versiones de la pintura, una de las cuales al parecer resultó destruida en el incendio de la colección Dekens en Viena. La pintura fue ejecutada alrededor de 1873-74.

## Fondo
Stevens se formó como pintor en Bruselas. Terminó sus estudios en París y luego se estableció allí. Durante el Segundo Imperio fue pionero y perfeccionó la escena interior doméstica, que luego adoptaron los impresionistas. Se inspiró en Pieter de Hooch y Vermeer, y pintó tanto sobre tabla de madera como, como en el caso de Le bain, sobre lienzo.
Stevens se hizo un nombre en París como pintor de elegantes damas bellamente vestidas a la moda. A diferencia de Franz Xaver Winterhalter, el retratista oficial de la familia imperial francesa y la aristocracia, Stevens eligió a sus modelos entre las damas burguesas ricas de la clase alta.
Algunas eran demi-mondaines, cortesanas mantenidas por sus amantes adinerados y que pasaban el tiempo leyendo libros, acicalándose o en visitas a salones y exposiciones mientras esperaban el regreso de sus amantes. La modelo representada en Le bain también se puede ver en Souvenirs and Regrets de Stevens.

## Descripción
La pintura representa en primer plano a una demi mondaine parisina bañándose, interrumpida la lectura que tiene delante por un gesto soñador. Encima de la bañera hay, fijados a la pared, un grifo en forma de cisne y una jabonera de porcelana blanca en forma de concha, en la que se ha puesto un reloj de bolsillo. En lugar de sostener un cepillo de baño o una esponja, la mujer sujeta al descuido dos rosas blancas en su mano derecha, que cruza su cuerpo y se apoya contra el borde de la bañera de cobre estañado. El libro abierto delante sugiere que está tomando un relajado baño caliente. El agua corriente en el hogar no existió hasta mediados del siglo XIX y a finales de siglo todavía era privilegio de unos pocos pudientes. El brazalete, el anillo, el pasador del moño indican igualmente un entorno acomodado. No se baña desnuda, se ve su camiseta.
La rosa tal vez sea un símbolo de amor y belleza, mientras que el grifo en forma de cisne podría referirse al mito clásico de Leda y el cisne, agregando un subtexto erótico a la pintura. La escena podría incluso querer sugerir una Venus Anadiomena moderna en que la bañera sustituiría a la vieira. El agua que brota del grifo y el reloj simbolizarían el paso del tiempo, la amenaza al amor y la belleza.